# Таймолин
Таймолин (англ. Timolin; ирл. Tigh Moling, «дом Молинга») — деревня в Ирландии, находится в графстве Килдэр (провинция Ленстер) у старой N9 (ныне огибающей деревню).